# Шведське національне вбрання

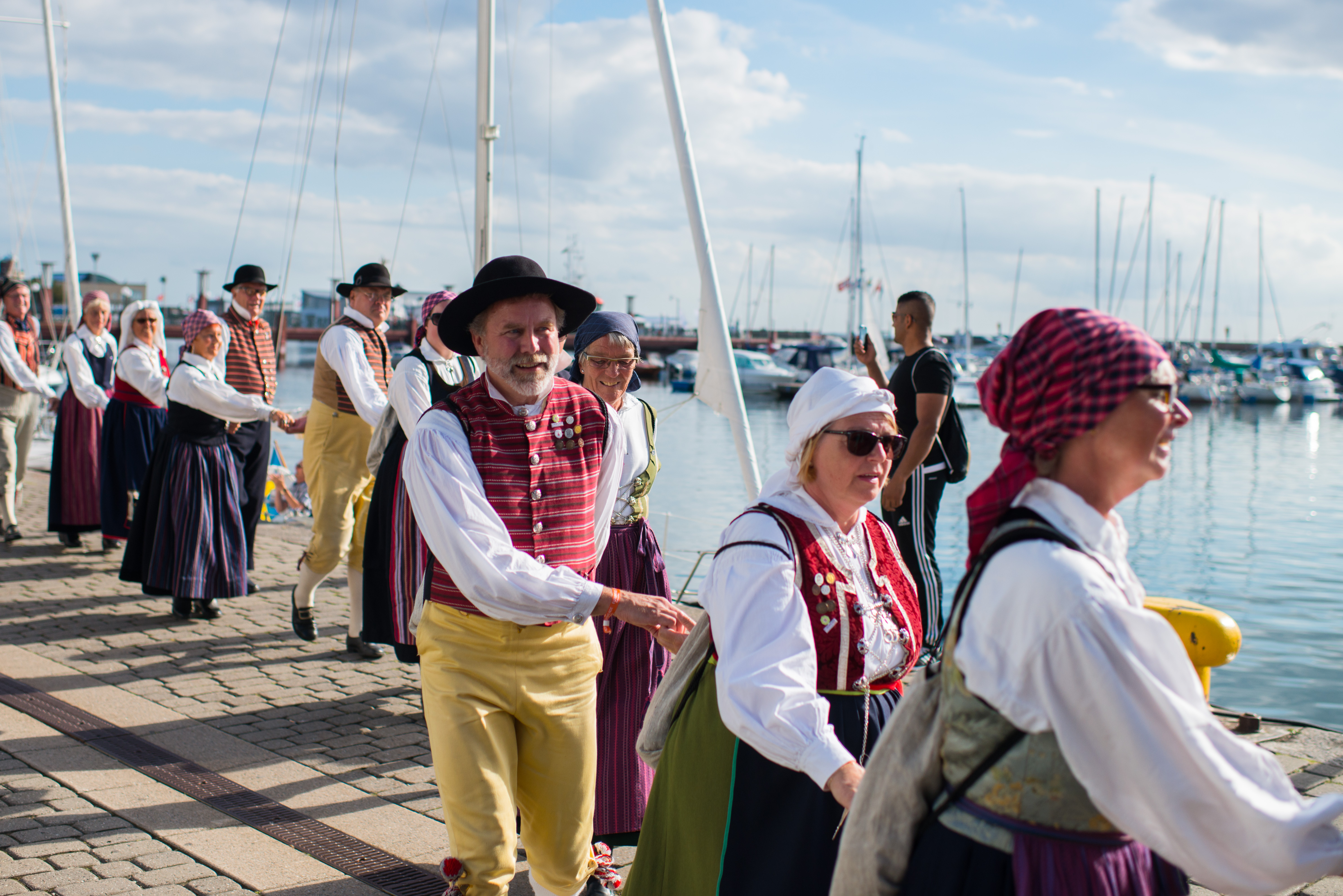
2015 рік

Шведське національне вбрання є одним з елементів формування національної ідентичності. Національний костюм вважається святковим одягом і одягається на національні свята Швеції. 

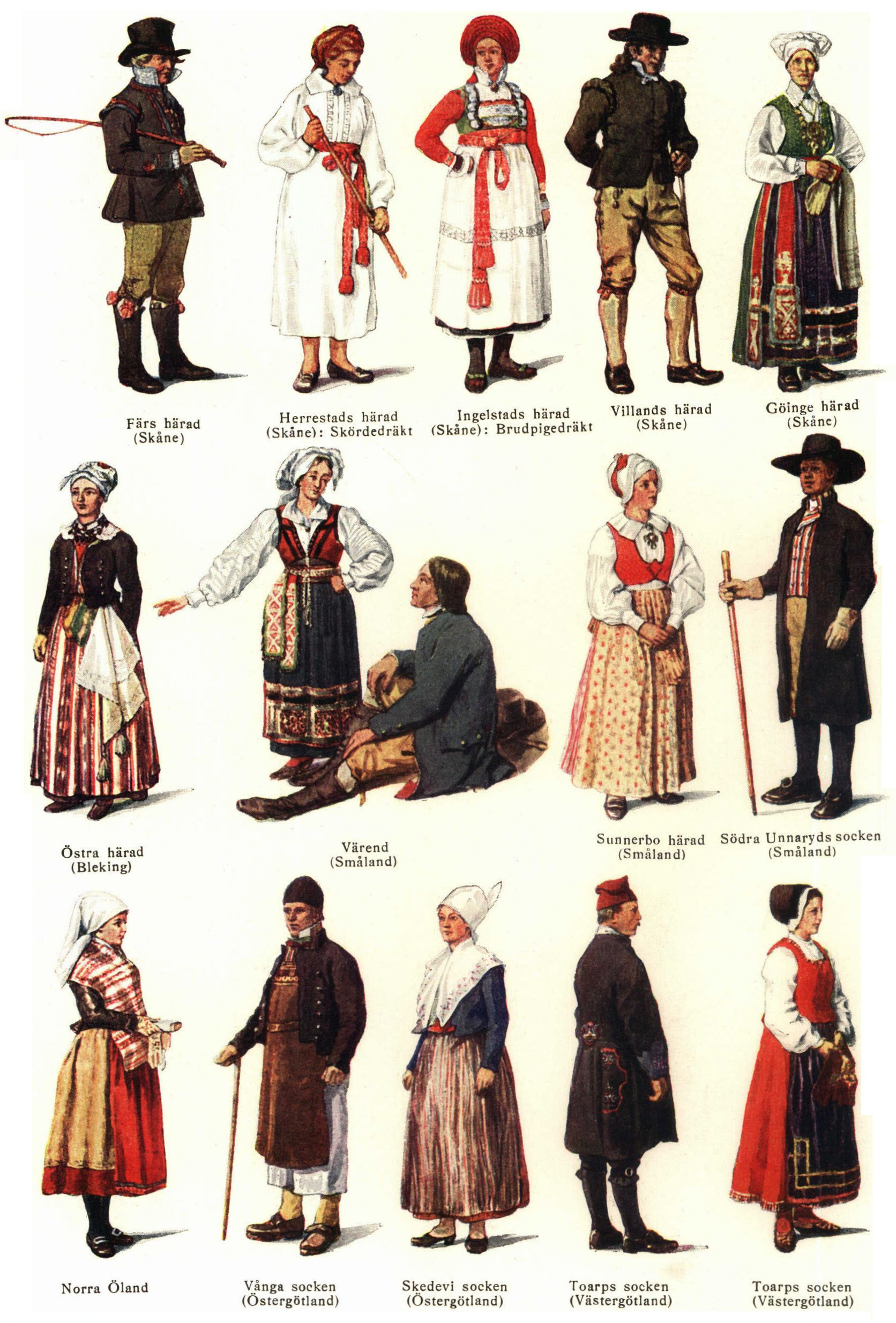
Різні види шведського національного вбрання

## Історія
Шведське національне вбрання охоплює одяг, змодельований на перетині ХІХ — ХХ ст., в основу якого покладений зразок сільського костюма. Саме в цей період звичайне сільське вбрання вже вийшло з ужитку у зв'язку з розвитком комунікації та міського населення, тому люди почали носити інший одяг.
Типовий шведський національний костюм (швед. Sverigedräkt) відтворений Мертою Йоргенсен у 1903 році.
Мерта Йоргенсен (Пальме) (1874—1967) — дочка багатого підприємця з Норрчепінг. У 1900 році вона стала ученицею садівника у королівській резиденції Тульгарн, в провінції Седерманланд. У замку вона побачила принцесу Вікторію з Баден-Бадена. Майбутня королева демонструвала приналежність до нової національної культури і одягала костюми, створені у народному стилі — костюми приходів Вінгокер і Естерокер та острова Еланд. Таке ж вбрання одягали й придворні дами. Саме це стало поштовхом для Мерти Йоргансен у створенні національного жіночого костюма.
Після одруження Йоргенсен переїздить у Фалун (провінция Даларна), де викладає у Ремісничій семінарії у Фалуні (Seminariet för de husliga konsterna Falu). З 1901 року починаються пошуки однодумців для створення національного костюма та поширення його серед широкого загалу.
У 1902 році Мерта Йоргенсен створює Шведське Жіноче об'єднання національного костюма (SVENSKA KVINNLIGA NATIONALDRÄKTSFÖRENINGEN). Перші два статути організації створені у 1904 році. Основна мета об'єднання — створити національне вбрання, яке відповідало національним традиціям шведів. Національний костюм мав замінити французькі модні сукні.
Завдяки Мерті Йоргенсен, художникам Густава Анкаркрона, Андерса Цорна і Карла Ларссена був розроблений шведський національний костюм і представлений як зразок у 1903 році в Фалун (лен Даларна).
Костюм був описаний Мертою Йоргенсен у статті в газеті «Idun».
Сама авторка постійно носила тільки свій костюм аж до своєї смерті у 1967 році. Після цього про костюм забули.
В середині 1970-х рр. у музеї Стокгольм був знайдений sverigedräkt, який передала невідома жінка з Лексланда. Через об'яву у газеті «Land» було знайдено ще кілька костюмів 1903—1905 рр. Пошук організував Бу Мальмгрен, який розробив чоловічий варіант sverigedräkt, який раніше був тільки у жіночому варіанті.
Хоч sverigedräkt почав свою історію з початку 1900-х, він був визначений саме як Національний шведський костюм лише 6 червня 1983, коли королева Сільвія одягла національне вбрання на Національне свято Швеції. У 1980-1990-х виник інтерес до національного вбрання, тому з'явилися нові розробки sverigedräkt: дитячі, чоловічі, жіночі, з'являються нові елементи, наприклад плащі. Але синьо-жовтий колір залишився незмінним.

## Жіноче національне вбрання
Жіноче шведське національне вбрання (костюм) складається із спідниці на талії (midjekjol) і ліфа (lifstycke) інтенсивного синього кольору. Обов'язковий матеріал для пошиття — вовняна тканина.
Фартух жовтого кольору — одного з кольорів прапору Швеції. На ліфі обов'язково присутня вишивка у вигляді стилізованих квітів, яка показує давні культурні традиції народного костюма шведів. Спідниця і ліф могли бути зшиті разом (livkjol) у вигляді сукні чи сарафана, як характерно для костюма комуни Вінгокер в Седерманланді, або одягалися окремо. Обов'язковий елемент костюма — домотканий пояс, підкреслений срібною пряжкою. Внизу спідниці протягувався широкий кант у колір ліфа шириною 6 см.
Сорочка білого кольору, за задумом Йоргенсен, повинна мати широкий комір, головний убір має бути білосніжним. Колір панчіх і черевичків — тільки чорний.
Другий варіант (прийнятий пізніше): дизайн з округи Вінгокер. Спідниця і ліф «шведського» синього кольору, або спідниця синього, а ліф — червоного кольору з традиційною національною вишивкою. Синя вовняна спідниця та жовтий фартух мали бути неяскравих відтінків. Фартух шили з льону, полотна, крепу чи шовку. На голові носили білі чепчики, оторочені мереживом та тонкі вовняні хустки на плечах.
Прикраси: перевага надавалася великим круглим срібним брошкам.

## Чоловіче національне вбрання
Чоловіче шведське національне вбрання складається з вузьких жовтих чи зелених коротких (ледь нижче колін) штанів, довгих вовняних панчіх, черевиків на товстій підошві з великими пряжками, короткої суконної або замшевої куртки, жилета з металевими пряжками, характерної в'язаної вовняної шапочки з помпонами.